# Vía reticulada

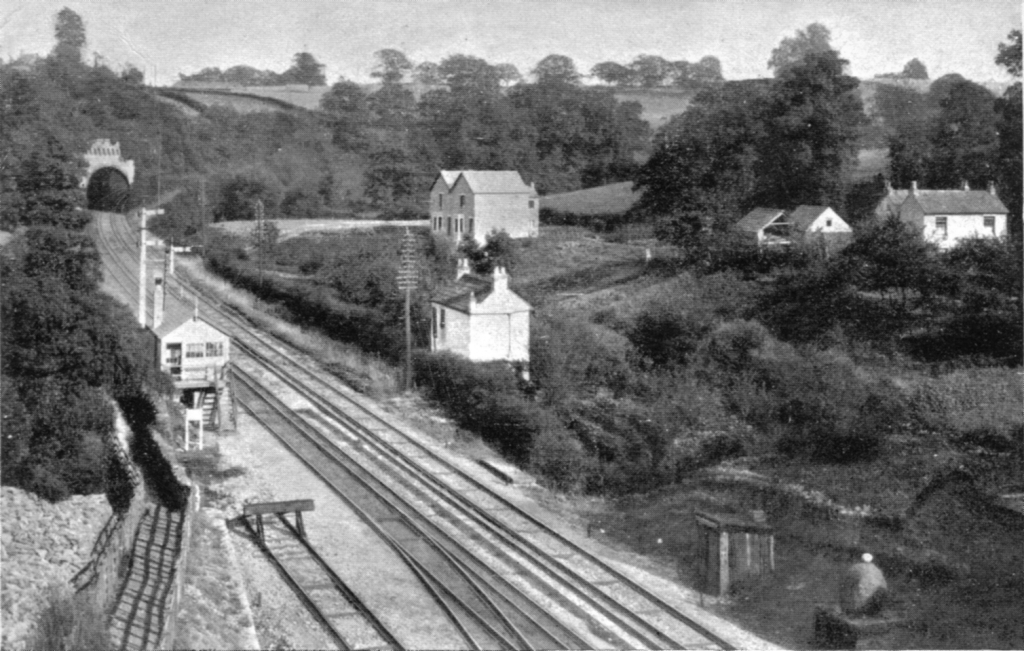
Vista del tendido del Great Western Railway en las inmediaciones de Bristol (hacia 1890). En primer plano, se pueden observar las vías de gran ancho equipadas con soportes longitudinales y tirantes espaciados, en lugar de los tradicionales durmientes dispuestos transversalmente

La vía reticulada es un tipo de vía ferroviaria en la que los carriles se colocan sobre soportes longitudinales equipados con conectores transversales, que sirven para mantener la separación entre ambos. La vía reticulada moderna puede considerarse un desarrollo de la vía longitudinalmente apoyada (denominada en inglés "baulk road"), en la que se utilizaban durmientes de madera paralelos a los carriles, en lugar de disponerse transversalmente.
La expresión vía reticulada está relacionada con la denominación inglesa "ladder track", que literalmente significa vía de escalera de mano, en referencia al aspecto de los travesaños espaciados entre los carriles, y cuya disposición forma una retícula. 

## Historia

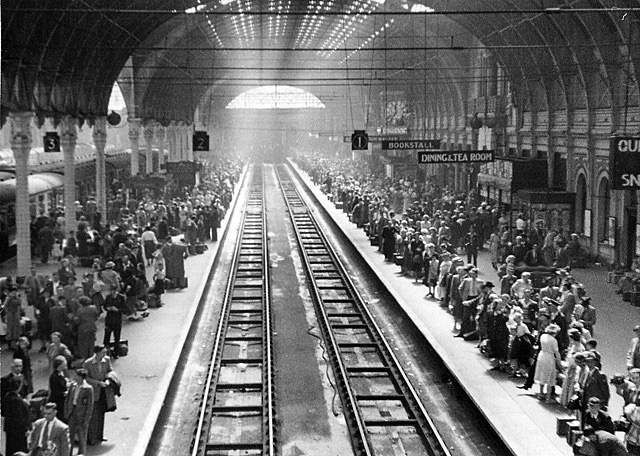
Vía reticulada en la Estación de Paddington (1953)

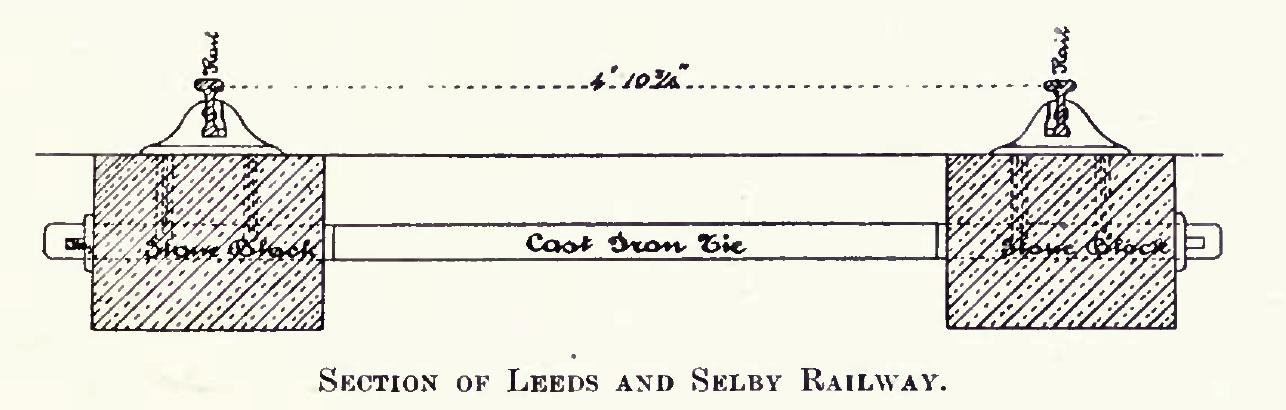
Diagrama de la sección transversal de la vía reticulada de 1830 utilizada en el Ferrocarril de Leeds y Selby

La vía de tipo reticulado también se ha utilizado históricamente en puentes sin balasto y en situaciones que requieren un buen drenaje o facilidad de mantenimiento, como las estaciones.
Descrita como vía con soportes longitudinales y tirantes transversales, este tipo de vía era común en los primeros ferrocarriles británicos (hacia 1830/40), incluidos el Ferrocarril de Birmingham y Gloucester, el de Dublín y Kingstown, el Glasgow, Paisley, Kilmarnock y Ayr, el Great Western (véase "baulk road"), el Ferrocarril del Ulster, el Newcastle y North Shields, el Ferrocarril de Slamannan, el Hull y Selby (dos tercios), el Ferrocarril de Mánchester y Bolton (incluyendo durmientes de piedra lontudinales), y el Ferrocarril de Londres y Greenwich (parcialmente). En el Ferrocarril de Hull y Selby se utilizó en parte, ya que se observó que producía un funcionamiento suave y un bajo desgaste de las ruedas, pero que el contacto entre el carril y el durmiente producía un bombeo hidráulico en condiciones de humedad, lo que provocaba que el material rodante se ensuciara muy rápidamente. También se descubrió que causaba problemas con el deslizamiento de las ruedas en las pendientes, y que era notablemente inferior a la vía con durmientes transversales en términos de tracción. De hecho, ya no quedaba ningún trayecto con vía longitudinalmente apoyada en 1860. 
La investigación sobre durmientes longitudinales se retomó en Japón, Rusia y Francia a mediados del siglo XX. A finales del siglo XX, el interés en este tipo de vías aumentó debido a su potencial para ferrocarriles de menor costo y menor mantenimiento, así como a su presunta mayor estabilidad para mantener la geometría de las vías. 
En general, la vía longitudinalmente apoyada produce presiones más bajas en el lecho de la vía: tanto la presión máxima como la amplitud de los pulsos de presión son más pequeños que en las vías equipadas con durmientes transversales, lo que puede reducir los costos de mantenimiento en sistemas con balasto. Un beneficio adicional en la vía reticulada es su mayor resistencia al lavado del balasto y a otras formas de degradación de este material. Debido al soporte continuo y a su rigidez, también mejora la resistencia al pandeo de la vía.

## Variantes de diseño

### Vía Modular Tubular

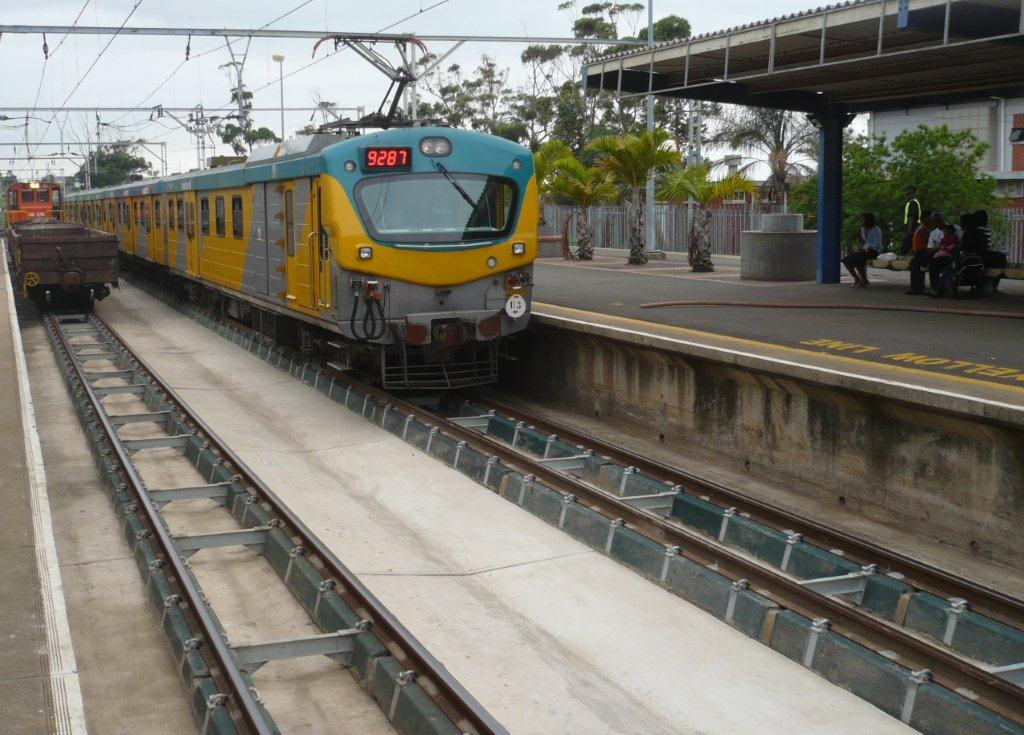
Vía Modular Tubular

La Vía Tubular Modular (o VTM) es un tipo de vía sin balasto fabricado por Tubular Track (Pty.) Ltd. de Sudáfrica. Inventada por Peter Küsel, se utilizó por primera vez en 1989.
Consiste en que los carriles de acero descansan sobre almohadillas elastoméricas, apoyadas a su vez sobre soportes prismáticos continuos de hormigón. Para asegurar la separación correcta entre los carriles, dispone de unas vigas transversales de acero galvanizado, que abrazan "al aire" los soportes de hormigón (en lugar de situarse embebidos en el hormigón, como es habitual en este tipo de vías). Se trata de elementos modulares y prefabricados, en lugar de hormigonarse in situ. También se producen desvíos modulares. La naturaleza modular y la producción controlada de las secciones de vía tiene la ventaja de una instalación rápida y un buen control de calidad. La naturaleza modular y sin balasto de la vía la hace adecuada tanto para climas lluviosos como desérticos, donde la degradación del balasto es problemática, así como en minería, donde se simplifica el transporte de los componentes de la vía. Dado que el carril se apoya continuamente, se reducen las tensiones sobre los carriles. Se ha diseñado una versión para una carga por eje de 34 toneladas, que permite usar carriles más ligeros que las vías con traviesas convencionales, reduciéndose además los costes de mantenimiento del balasto.
Este tipo de vía se ha utilizado principalmente en el sur de África, incluyendo una sección de la línea Gautrain en Sudáfrica. El sistema también se ha utilizado en Arabia Saudita.

### Vías reticuladas RTRI en Japón

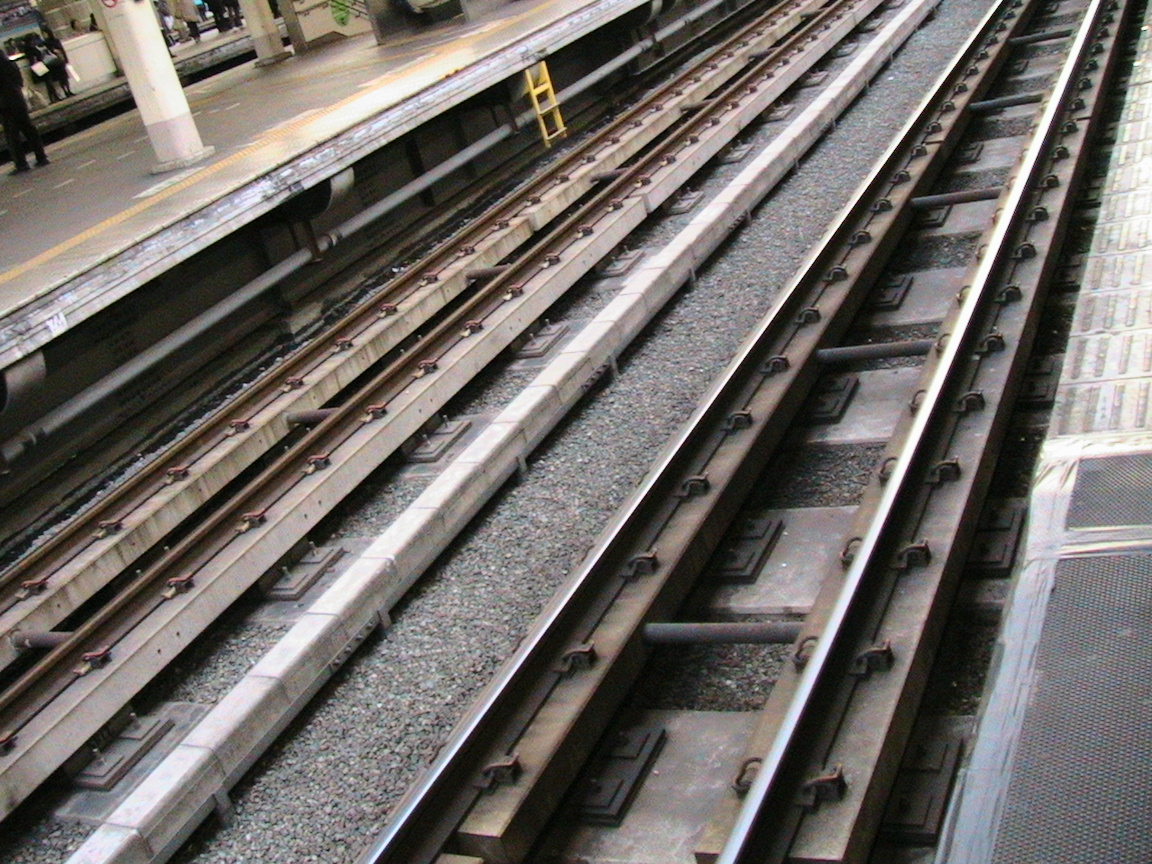
Vía reticulada en la estación de Akabane

El Instituto de Investigación Técnica Ferroviaria de Japón ha desarrollado dos tipos de vías reticulas: una con balasto y otra de tipo flotante sin balasto.
Ambos tipos utilizan un 'carril combinado', formado por raíles de acero unidos (mediante sujeciones convencionales modernas) a un soporte longitudinal de hormigón pretensado (con piezas de 6,25 m de largo) que se mantienen a la separación correcta utilizando travesaños tubulares de acero de paredes gruesas incrustados en el hormigón. Se han diseñado modelos capaces de soportar una carga por eje de 40 toneladas.
La vía longitudinal sobre balasto muestra un menor mantenimiento (por problemas de apisonamiento) en comparación con la vía convencional con traviesas transversales. Sin embargo, la fluencia longitudinal es mayor que la de la vía convencional, por lo que se utilizan paneles transversales 'antideslizantes' en la estructura de la vía.
La vía sin balasto está soportada por resortes absorbentes de vibraciones (o almohadillas elastoméricas) sobre un lecho de hormigón. La estructura combinada muestra vibraciones verticales reducidas del lecho de la vía en comparación con la vía convencional. Esta propiedad permite obtener niveles de ruido reducidos cuando la vía se utiliza en puentes de vigas de acero.

### Otros tipos
La compañía Specialised Track Systems (Pty.) Ltd. otorga licencias de su tecnología de vía reticulada, que consiste en un sistema sin balasto con riostras laterales de acero sobre un lecho de hormigón. Los carriles se sujetan mediante sistemas de fijación convencionales espaciados a intervalos regulares. El diseño también puede incorporar conductos dentro de las vigas (para el cableado) y se puede convertir en una vía en placa mediante vertido de hormigón in situ. El principal mercado de la compañía es en aplicaciones de minería.